# Jamaica op de Olympische Zomerspelen 2024
Jamaica nam deel aan de Olympische Zomerspelen 2024 in Parijs, Frankrijk.

## Medailleoverzicht
| Medaille | Naam              | Sport    | Onderdeel              | Datum           |
| -------- | ----------------- | -------- | ---------------------- | --------------- |
| Goud     | Rojé Stona        | Atletiek | Discuswerpen (m)       | 7 augustus 2024 |
|          |                   |          |                        |                 |
| Zilver   | Shanieka Ricketts | Atletiek | Hink-stap-springen (v) | 3 augustus 2024 |
| Zilver   | Kishane Thompson  | Atletiek | 100 m (m)              | 4 augustus 2024 |
| Zilver   | Wayne Pinnock     | Atletiek | Verspringen (m)        | 6 augustus 2024 |
|          |                   |          |                        |                 |
| Brons    | Rajindra Campbell | Atletiek | Kogelstoten (m)        | 3 augustus 2024 |
| Brons    | Rasheed Broadbell | Atletiek | 110 m horden (m)       | 8 augustus 2024 |

## Aantal deelnemers
Hieronder volgt een overzicht van de atleten die zich kwalificeerden voor de Olympische Zomerspelen van 2024.
| Sport          | Mannen | Vrouwen | Totaal |
| -------------- | ------ | ------- | ------ |
| Atletiek       | 26     | 28      | 54     |
| Judo           | 1      | 0       | 1      |
| Schoonspringen | 1      | 0       | 1      |
| Zwemmen        | 1      | 1       | 2      |
| totaal         | 29     | 29      | 58     |

## Deelnemers en resultaten

### Atletiek

#### Loopnummers
Mannen
| atleet                                                       | onderdeel    | voorronde | voorronde | series      | series | herkansingen | herkansingen | halve finale   | halve finale   | finale         | finale         |
| atleet                                                       | onderdeel    | tijd      | rang      | tijd        | rang   | tijd         | rang         | tijd           | rang           | tijd           | rang           |
| ------------------------------------------------------------ | ------------ | --------- | --------- | ----------- | ------ | ------------ | ------------ | -------------- | -------------- | -------------- | -------------- |
| Ackeem Blake                                                 | 100 m        | bye       | bye       | 10,06       | 2 Q    | n.v.t.       | n.v.t.       | 10,06          | 5              | niet geplaatst | niet geplaatst |
| Oblique Seville                                              | 100 m        | bye       | bye       | 9,99        | 1 Q    | n.v.t.       | n.v.t.       | 9,81           | 1 Q            | 9,91           | 8              |
| Kishane Thompson                                             | 100 m        | bye       | bye       | 10,00       | 1 Q    | n.v.t.       | n.v.t.       | 9,80           | 1 Q            | 9,79 (.799)    | Zilver         |
| Andrew Hudson                                                | 200 m        | n.v.t.    | n.v.t.    | 20,53       | 4 H    | 20,55        | 2            | niet geplaatst | niet geplaatst | niet geplaatst | niet geplaatst |
| Bryan Levell                                                 | 200 m        | n.v.t.    | n.v.t.    | 20,47       | 4 H    | 20,47        | 2 q          | 20,93          | 8              | niet geplaatst | niet geplaatst |
| Sean Bailey                                                  | 400m         | n.v.t.    | n.v.t.    | 44,68       | 5 H    | DNF          | DNF          | niet geplaatst | niet geplaatst | niet geplaatst | niet geplaatst |
| Jevaughn Powell                                              | 400m         | n.v.t.    | n.v.t.    | 45,12       | 3 Q    | bye          | bye          | 44,91          | 4              | niet geplaatst | niet geplaatst |
| Deandre Watkin                                               | 400m         | n.v.t.    | n.v.t.    | 45,97       | 7 H    | DNS          | DNS          | niet geplaatst | niet geplaatst | niet geplaatst | niet geplaatst |
| Navasky Anderson                                             | 800m         | n.v.t.    | n.v.t.    | 1.46,82     | 5 H    | 1.46,01      | 5            | niet geplaatst | niet geplaatst | niet geplaatst | niet geplaatst |
| Orlando Bennett                                              | 110 m horden | n.v.t.    | n.v.t.    | 13,35       | 2 Q    | bye          | bye          | 13,09 PB       | 1 Q            | 13,34          | 7              |
| Rasheed Broadbell                                            | 110 m horden | n.v.t.    | n.v.t.    | 13,42       | 2 Q    | bye          | bye          | 13,21          | 1 Q            | 13,09 SB       | Brons          |
| Hansle Parchment                                             | 110 m horden | n.v.t.    | n.v.t.    | 13,43(,430) | 5 q    | bye          | bye          | 13,19 SB       | 3 Q            | 13,39          | 8              |
| Roshawn Clarke                                               | 400 m horden | n.v.t.    | n.v.t.    | 48,17       | 1 Q    | bye          | bye          | 48,34          | 2 Q            | DNF            | DNF            |
| Jaheel Hyde                                                  | 400 m horden | n.v.t.    | n.v.t.    | 49,08       | 2 Q    | bye          | bye          | 50,03          | 7              | niet geplaatst | niet geplaatst |
| Malik James-King                                             | 400 m horden | n.v.t.    | n.v.t.    | 48,21       | 1 Q    | bye          | bye          | 48,85          | 7              | niet geplaatst | niet geplaatst |
| Ackeem Blake Jehlani Gordon Oblique Seville Kishane Thompson | 4x100m       | n.v.t.    | n.v.t.    | 38,45 SB    | 4      | n.v.t.       | n.v.t.       | n.v.t.         | n.v.t.         | niet geplaatst | niet geplaatst |

Vrouwen
| atlete                                                                       | onderdeel    | voorronde | voorronde | series     | series | herkansingen   | herkansingen   | halve finale   | halve finale   | finale         | finale         |
| atlete                                                                       | onderdeel    | tijd      | rang      | tijd       | rang   | tijd           | rang           | tijd           | rang           | tijd           | rang           |
| ---------------------------------------------------------------------------- | ------------ | --------- | --------- | ---------- | ------ | -------------- | -------------- | -------------- | -------------- | -------------- | -------------- |
| Tia Clayton                                                                  | 100 m        | bye       | bye       | 11,00      | 2 Q    | n.v.t.         | n.v.t.         | 10,89          | 1 Q            | 11,04          | 7              |
| Shelly-Ann Fraser-Pryce                                                      | 100 m        | bye       | bye       | 10,92      | 2 Q    | n.v.t.         | n.v.t.         | DNS            | DNS            | niet geplaatst | niet geplaatst |
| Shashalee Forbes                                                             | 100 m        | bye       | bye       | 11,19      | 2 Q    | n.v.t.         | n.v.t.         | 11,20          | 6              | niet geplaatst | niet geplaatst |
| Niesha Burgher                                                               | 200 m        | n.v.t.    | n.v.t.    | 22,54      | 2 Q    | bye            | bye            | 22,64          | 5              | niet geplaatst | niet geplaatst |
| Shericka Jackson                                                             | 200 m        | n.v.t.    | n.v.t.    | DNS        | DNS    | niet geplaatst | niet geplaatst | niet geplaatst | niet geplaatst | niet geplaatst | niet geplaatst |
| Lanae-Tava Thomas                                                            | 200 m        | n.v.t.    | n.v.t.    | 22,70      | 2 Q    | bye            | bye            | 22,77          | 5              | niet geplaatst | niet geplaatst |
| Junelle Bromfield                                                            | 400 m        | n.v.t.    | n.v.t.    | 51,36      | 3 Q    | bye            | bye            | 51,93          | 8              | niet geplaatst | niet geplaatst |
| Nickisha Pryce                                                               | 400 m        | n.v.t.    | n.v.t.    | 50,02      | 1 Q    | bye            | bye            | 51,93          | 8              | niet geplaatst | niet geplaatst |
| Stacey Ann Williams                                                          | 400 m        | n.v.t.    | n.v.t.    | 50,16 SB   | 2 Q    | bye            | bye            | 50,79          | 7              | niet geplaatst | niet geplaatst |
| Natoya Goule-Toppin                                                          | 800 m        | n.v.t.    | n.v.t.    | 1.58,66    | 1 Q    | bye            | bye            | 1.59,14        | 6              | niet geplaatst | niet geplaatst |
| Adelle Tracey                                                                | 800 m        | n.v.t.    | n.v.t.    | 2.03,47 SB | 8 H    | 2.03,67        | 5              | niet geplaatst | niet geplaatst | niet geplaatst | niet geplaatst |
| Janeek Brown                                                                 | 100 m horden | n.v.t.    | n.v.t.    | 12,84      | 3 Q    | bye            | bye            | 12,92          | 7              | niet geplaatst | niet geplaatst |
| Ackera Nugent                                                                | 100 m horden | n.v.t.    | n.v.t.    | 12,65      | 1 Q    | bye            | bye            | 12,44          | 3 q            | DNF            | DNF            |
| Danielle Williams                                                            | 100 m horden | n.v.t.    | n.v.t.    | 12,59      | 1 Q    | bye            | bye            | 12,82          | 6              | niet geplaatst | niet geplaatst |
| Rushell Clayton                                                              | 400 m horden | n.v.t.    | n.v.t.    | 54,32      | 1 Q    | bye            | bye            | 53,00          | 1 Q            | 52,68          | 5              |
| Janieve Russell                                                              | 400 m horden | n.v.t.    | n.v.t.    | 54,67      | 3 Q    | bye            | bye            | 54,65          | 4              | niet geplaatst | niet geplaatst |
| Shiann Salmon                                                                | 400 m horden | n.v.t.    | n.v.t.    | 53,95      | 2 Q    | bye            | bye            | 53,13          | 3 q            | 53,29          | 6              |
| Tia Clayton Shashalee Forbes Kemba Nelson Alana Reid                         | 4x100m       | n.v.t.    | n.v.t.    | 42,35 SB   | 3 Q    | n.v.t.         | n.v.t.         | n.v.t.         | n.v.t.         | 42,29 SB       | 5              |
| Junelle Bromfield Stephenie Ann McPherson Nickisha Pryce Stacey-Ann Williams | 4x400m       | n.v.t.    | n.v.t.    | 3.24,92 SB | 1 Q    | n.v.t.         | n.v.t.         | n.v.t.         | n.v.t.         | DNF            | DNF            |

Gemengd
| atleet                                                          | onderdeel | series     | series | finale  | finale |
| atleet                                                          | onderdeel | tijd       | rang   | tijd    | rang   |
| --------------------------------------------------------------- | --------- | ---------- | ------ | ------- | ------ |
| Zandrion Barnes Raheem Hayles Andrenette Knight Ashley Williams | 4x400m    | 3.11,06 NR | 3 q    | 3.11,67 | 5      |

#### Technische nummers
Mannen
| atleet            | onderdeel        | kwalificaties | kwalificaties | finale         | finale         |
| atleet            | onderdeel        | afstand       | rang          | afstand        | rang           |
| ----------------- | ---------------- | ------------- | ------------- | -------------- | -------------- |
| Romaine Beckford  | hoogspringen     | 2,24          | 8 q           | 2,22           | 10             |
| Tajay Gayle       | verspringen      | 7,78          | 19            | niet geplaatst | niet geplaatst |
| Carey McLeod      | verspringen      | 7,90          | 11 q          | 7,82           | 12             |
| Wayne Pinnock     | verspringen      | 7,96          | 7 q           | 8,36           | Zilver         |
| Jaydon Hibbert    | hinkstapspringen | 16,99         | 6 q           | 17,61          | 4              |
| Jordan Scott      | hinkstapspringen | 16,36         | 24            | niet geplaatst | niet geplaatst |
| Ralford Mullings  | discuswerpen     | 65,18         | 7 q           | 65,61          | 9              |
| Traves Smikle     | discuswerpen     | 65,91         | 5 q           | 64,97          | 10             |
| Rojé Stona        | discuswerpen     | 65,32         | 6 q           | 70,00 OR - PB  | Goud           |
| Rajindra Campbell | kogelstoten      | 21,05         | 10 q          | 22,15          | Brons          |

Vrouwen
| atlete              | onderdeel        | kwalificaties | kwalificaties | finale         | finale         |
| atlete              | onderdeel        | afstand       | rang          | afstand        | rang           |
| ------------------- | ---------------- | ------------- | ------------- | -------------- | -------------- |
| Lamara Distin       | hoogspringen     | 1,88          | 24            | niet geplaatst | niet geplaatst |
| Shanieka Ricketts   | hinkstapspringen | 14,47         | 2 Q           | 14,87          | Zilver         |
| Ackelia Smith       | hinkstapspringen | 14,09         | 10 q          | 14,42          | 7              |
| Kimberly Williams   | hinkstapspringen | 13,77         | 20            | niet geplaatst | niet geplaatst |
| Chanice Porter      | verspringen      | 6,48          | 17            | niet geplaatst | niet geplaatst |
| Ackelia Smith       | verspringen      | 6,59          | 10 'q         | 6,66           | 8              |
| Samantha Hall       | discuswerpen     | 54,94         | 31            | niet geplaatst | niet geplaatst |
| Nayoka Clunis       | hamerslingeren   | terugtrekking | terugtrekking | terugtrekking  | terugtrekking  |
| Lloydricia Cameron  | kogelstoten      | 18,02 SB      | 14            | niet geplaatst | niet geplaatst |
| Danniel Thomas-Dodd | kogelstoten      | 18,12         | 13            | niet geplaatst | niet geplaatst |

### Judo
Mannen
| atleet          | onderdeel | eerste ronde         | tweede ronde         | kwartfinale          | halve finale         | herkansing           | finale / BM          | finale / BM    |
| atleet          | onderdeel | tegenstander uitslag | tegenstander uitslag | tegenstander uitslag | tegenstander uitslag | tegenstander uitslag | tegenstander uitslag | rang           |
| --------------- | --------- | -------------------- | -------------------- | -------------------- | -------------------- | -------------------- | -------------------- | -------------- |
| Ashley Mckenzie | −60 kg    | Makabr W 10 - 00     | Yıldız V 00 - 01     | niet geplaatst       | niet geplaatst       | niet geplaatst       | niet geplaatst       | niet geplaatst |

### Schoonspringen
Mannen
| atleet             | onderdeel | series | series | halve finale | halve finale | finale         | finale         |
| atleet             | onderdeel | punten | rang   | punten       | rang         | punten         | rang           |
| ------------------ | --------- | ------ | ------ | ------------ | ------------ | -------------- | -------------- |
| Yona Knight-Wisdom | 3 m plank | 382,90 | 14 Q   | 412,40       | 13           | niet geplaatst | niet geplaatst |

### Zwemmen
Mannen
| atleet      | onderdeel         | series | series | halve finale   | halve finale   | finale         | finale         |
| atleet      | onderdeel         | tijd   | rang   | tijd           | rang           | tijd           | rang           |
| ----------- | ----------------- | ------ | ------ | -------------- | -------------- | -------------- | -------------- |
| Josh Kirlew | 100 m vlinderslag | 54,66  | 36     | niet geplaatst | niet geplaatst | niet geplaatst | niet geplaatst |

Vrouwen
| atlete      | onderdeel       | series | series | halve finale   | halve finale   | finale         | finale         |
| atlete      | onderdeel       | tijd   | rang   | tijd           | rang           | tijd           | rang           |
| ----------- | --------------- | ------ | ------ | -------------- | -------------- | -------------- | -------------- |
| Sabrina Lyn | 50 m vrije slag | 26,08  | 29     | niet geplaatst | niet geplaatst | niet geplaatst | niet geplaatst |